# Hampala-Barbe
Die Hampala-Barbe (Hampala macrolepidota) ist ein mittelgroßer Karpfenfisch aus Südostasien.
Sie wird auch Große Flussbarbe genannt. Im Englischen wird sie auch Hampala Barb, Transverse-Bar Barb, Sidebar Barb oder Jungle Perch, in Indonesien Sebarau oder Palung, in Kambodscha Trey Khman, in Laos Pa Soot, in China 大鱗裂峽魮,  (dàlínlièxiábí), in Vietnam Cá Ngựa Nam und in Thailand ปลากะสูบขีด (palakasubakhit) genannt.

## Beschreibung
Der Fisch hat große Schuppen, eine kupferfarbene Rückenpartie und einen schwarzen Streifen vor der Rückenflosse. Die Schwanz- und Bauchflossen sind orange bis rot gefärbt. Jungfische haben eine tränentropfenartige Musterung auf der Kopfpartie. Seine Flossenformel lautet: Dorsale 11-11, Anale 8.
Die Hampala-Barbe wird in der Regel 35 bis 70 Zentimeter lang und maximal bis 15 Kilogramm schwer. Im thailändischen Srinakarin-Reservoir wurde ein Exemplar von 5 Kilogramm Gewicht gefangen und im Temeggor-See in Perak, Malaysia der derzeitige IGFA-Weltrekord mit 6,5 Kilogramm Gewicht.
Die schwersten Fische vermutet man aber im Pool unterhalb des Chendoroh-Staudamms, ebenfalls in Perak.

## Verbreitung
Das Hauptverbreitungsgebiet der Hampala-Barbe sind die Länder Kambodscha, China, Indonesien (hauptsächlich Sumatra, Borneo und Java), Laos, Malaysia, Myanmar, Thailand und Vietnam. Vor allem im Einzugsgebiet des Mae Nam Chao Phraya, Mekong und im Nam-Ngum-Stausee ist die Fischart sehr häufig zu finden.

## Lebensweise
Hampala macrolepidota lebt in Schwärmen in tropischen Flüssen mit klarem schnellfließendem 
Wasser über Sand-, Kies- oder Schlammgrund bei Temperaturen von 22 bis 25 °C. Die Spezies ist im Allgemeinen sehr anpassungsfähig und kommt in den meisten Flüssen vor. Ausnahmen sind kleinere Bäche, Stromschnellen und flache Sümpfe. Die Hampala-Barbe ist ein Wanderfisch zur Laichzeit und wandert zur Regenzeit in die überfluteten Regenwälder ein. Seine Ernährung variiert stark, abhängig vom Lebensraum. Während Hampala-Barben aus dem Zoo Negara Lake in Malaysia fischfressende Raubfische sind, ernähren sich Exemplare der gleichen Spezies im Saguling-Reservoir auf West-Java zu 74 % von Wasserinsekten.

## Nutzung
In vielen Ländern ist die Hampala-Barbe ein Speisefisch mit gewisser wirtschaftlicher Bedeutung. Das Fleisch wird trotz der vielen Gräten geschätzt und frisch als „Lap Pa“, einem laotischen Gericht aus rohem Fisch mit Minze, angeboten. Die Fischart ist außerdem wegen ihrer Kampfkraft ein beliebter Sportfisch bei Anglern.
Jungfische können auch im Warmwasseraquarium gehalten werden.
Die Hampala-Barbe ist zweiter Zwischenwirt für Haplorchis taichui. Der Verzehr ungenügend erhitzer Fische ist eine häufige Ursache für eine Haplorchiasis.